# ベン・ヘリング
ベン・ヘリング（Ben Herring、1980年3月14日 - ）は、ニュージーランドのラグビー指導者。現在ジャパンラグビーリーグワントヨタヴェルブリッツのヘッドコーチ。

## プロフィール
- ニュージーランド・オークランド出身[1]。
- 現役時代のポジションはフランカー(FL)。

## 略歴
現役時代、ハイランダーズ・ハリケーンズ・レスター・タイガースなどでプレーしていた。
現役引退後、レスター・タイガース、カナダ代表等のコーチを経て、2016年、日本代表のコーチに就任。翌2017年、サンウルブズのアシスタントコーチに就任。
その後オタゴ、日野レッドドルフィンズのコーチを経て、2022年、トヨタヴェルブリッツのヘッドコーチに就任。